# Ever Fonseca
Pour les articles homonymes, voir Fonseca.
Ever Fonseca, né à Ojo de Agua, dans la province de Granma, en 1938, est un peintre cubain.
Plusieurs de ses œuvres, dont El circo (1967), se trouvent au Musée national des beaux-arts de Cuba.